# Kees Vlak
Cornelis (Kees) Vlak est un compositeur hollandais né à Amsterdam le 30 septembre 1938, et mort le 5 décembre 2014 à Schoorl (Pays-Bas). Suivant les œuvres, il utilise différents pseudonymes : Robert Allmend, Llano, Luigi di Ghisallo, Alfred Bösendorfer ou Dick Ravenal.

## Biographie
Enfant, il joue de la trompette avec son père clarinettiste dans une harmonie hollandaise. Il étudie à l'École supérieure de musique d'Amsterdam et termine ses études avec un diplôme de piano (1959) et de trompette (1961). Il suit des études de chef d'orchestre au Musiklyzeum d'Amsterdam chez Kors Monster, et la théorie de la musique au Berkley Highschool à San Francisco.
Pendant toute la durée de ses études musicales, Kees Vlak joue dans de nombreux groupes musicaux et des orchestres. Mais une maladie l'oblige à mettre un terme à la pratique de la trompette. Il dispose alors de plus du temps pour la composition, où il remporte des prix nationaux et internationaux. Il est l'auteur d'environ 500 pièces pour des orchestres d'enfants et d'adolescents.

## Œuvres pourorchestre d'harmonie
- 1966 Paso Cabaio
  1. Paso-doble
  2. Calypso - Bolero
  3. Bayon
- 1968 Western Rhapsody
- 1969 De Bovenwindse Eilanden
  1. St. Eustachius
  2. Saba
  3. St. Maarten
- 1970 Antiliaanse Suite
  1. Aruba
  2. Bonaire
  3. Curacao
- 1971 Persons in Brittain
  1. Theme Introduction
  2. Variation I "The Guards"
  3. Variation II "Irish Lady"
  4. Variation III "Teddyboys"
  5. Variation IV "The Bagpipers"
  6. Coda
- 1971 Rivierencyclus (ensemble avec Arie Maasland qui publie sour le pseudonyme Malando)
  1. Rio Negro
  2. Orinoco
  3. Chubut
- 1972 Music for a Movie Picture
- 1972-1973 Happy sound selections nr. 1,2 und 3.
- 1972 Yong ones partita
- 1973 Danzas Folkloristicas
- 1973 Uncle Jack's special
- 1974 El Paso moro Gitano
  1. Pasa-calle
  2. Dos canciones
  3. Paso-doble
- 1975 Two Russian Folksongs
- 1975 Fryske Fantasie
- 1975 The prizze
- 1977 The electric seven
- 1977 Western pictures
- 1977 A Strange Party
- 1978 Berber Suite
  1. Appeal to all Berbers
  2. Song of the River
  3. Song of the magic-flute
  4. Dancing-tune
- 1979 Five for the blues
- 1979 Limburg fantasie
- 1979 Profiles Symphonique
- 1979 El Paso Montanesa
  1. Paso-doble
  2. Montanesa
  3. Zortzico
  4. Fandango
- 1980 Brabant fantasie
- 1980 Introduction the Band
- 1981 China March
- 1981 Fantasy on french Christmas-Songs
- 1981 Impressions Rhapsodique - De Markerwaard pour Fanfare-Orchester
- 1981-1984 The Four Seasons
  - Spring
    - Ouverture
    - Morning Hymn
    - Butterflies
    - A New Family
    - Birds

  - Summer
    - Intrada
    - The warm Breeze
    - Rain and Thunder
    - The Rainbow
    - Ritual Dance

  - Autumn
    - Pastorale
    - Autumn-leaves
    - Rural-dance
    - Fare-well song

  - Winter
    - King Winter
    - Freezing-cold
    - Skating
    - Christmas
    - The last-sleighride
- 1981 Military Suite
- 1982 Concerto for Bass Clarinet
  1. Allegro
  2. Andantino
  3. Allegro assai e Scherzando
- 1982 Coexistence
- 1984 Polderstad für Chor und Blasorchester
- 1984 A new dress for the emperor après un conte de Hans Christian Andersen pour conteur er Orchestre d'harmonie
- 1986 Cordilleras de los Andes (ensemble avec Arie Maasland)
  1. Cotopaxi
  2. Illimani
  3. Coropuna
- 1986 Amsterdam Pictures
- 1986 The Highlands
- 1986 Tapas de Cocina
- 1987 Simple Symphony
- 1987 Sculptures of an exhibition
- 1988 Liberation
- 1988 Carribean Concerto
- The New Village Fantasy for Band
- La Citadella
- Celebration Ouvertüre
- African Wildlife
- Rainbow Warrior
- Return to Ithaca (Greek tone poem on the Odyssey of Homer)
- West Coast Concerto pour piano er Orchestre d'harmonie
- Mount Everest
- Villa Wertha
- Battlestar
- Tumaco
- Two Movements
  1. Song
  2. Temptation
- Springtime in Berlin
- Fanfare 2000
- Concert Fanfare
- Three Fanfares: Euro, Alpine, Royal
- Concerto Italiano pour basson et Orchestre d'harmonie
- Concerto for Clarinet
  1. Allegro con spirito
  2. Romanza
  3. Rondo
- Euro Swing
- The Castle of Bray
- The Titanic Story
- Kilkenny Rhapsody on Irish Airs
- Das Land der Pharaonen
- Cinderella
- Spider-Rag
- La Citadella
- Las Playas de Rio
  1. Trocadero Playa
  2. Ipanema Playa
  3. Copacabana Playa
- Kumbayah Variations
- New York Overture (fantaisie)
  1. First view over Manhattan
  2. Battery Park: Early in the morning
  3. 5th Avenue
  4. St. Patrick's Cathedral
  5. Sunday afternoon in Central Park
  6. The Parkguard: a little horse-ride
  7. Return to Down Town
  8. On Broadway
  9. Roseland Dance-City: Puertorican Dance
  10. New York Bay and The Statue of Liberty
- Kleine Ungarische Rhapsodie
- A Sailors Adventure
- Woodpeckers Parade
- Shufflin' Canon
- Rhapsodie Provencale
- Five Continents
- Silver Creek Valley
- Winterland - Ouverture
- Square Dance
- Lord of seven Seas
- Os Pàssaros do Brasil
  1. Pássaros Coloridos
  2. Pomba Triste
  3. Os Pássaros no Carneval
- Caffee Variations
  - Intro
  - Thema
  - Irish Coffee
  - Rüdesheimer Bohnenkaffee
  - Cappuccino
  - Café Pushkin
  - Schweizer Alpenmokka
  - Wiener Mélange
  - French Coffee
  - Pause Canon